# ヴァンセンヌの森
ヴァンセンヌの森（ヴァンセンヌのもり、Bois de Vincennes）は、パリ中心部から東に4kmほどの場所に広がる森林公園である。行政区画ではパリ12区になり、同森北側にヴァンセンヌ、サン＝マンデの街が広がる。
森の広さは995ヘクタールであり、ブローニュの森より大きく、ロンドンのリッチモンド公園と同規模である。
この森はもともとブルボン王家の狩猟場だったが、フランス革命の後は軍の演習場になっていた。その後1860年にナポレオン3世によって市民のための公園になった。そして1929年にパリ市の12区に編入された。
森の北方にはヴァンセンヌ城がある。14世紀の王は好んでこの城に訪れた。森の南西には19世紀、ルイ・フィリップの時代に建てられた砦がある。東にはヴァンセンヌ競馬場とヴァンセンヌ自転車競技場がある。西には広さ14.5ヘクタールのパリ動物園があり、アジアゾウを飼育しているほかムフロンの住む高さ65mの人口岩山もある。また、ヴァンセンヌ城の向かいには35ヘクタールのパリ花公園がある。
さらに4つの湖があり、これらはマルヌ川とつながっている。
1907年、同森で開催された植民地博覧会ないし展示会 (fr) に出品された竹林からキオスク、仏教寺院までが同森内のパリ熱帯農園 (fr) に置かれている。加えて、1931年パリ国際植民地博覧会 (fr) の時に建造されたポルト・ドレ宮 (パレ・ド・ラ・ポルト・ドレ, fr) があり、ヴァンセンヌの森に併設している。建物内には、旧植民地美術館の国立移民史博物館、パレ・ド・ラ・ポルト・ドレ熱帯水族館がある。

## 交通

Bois de Vincennes

- メトロ1号線 シャトー・ド・ヴァンセンヌ駅下車

## ギャラリー

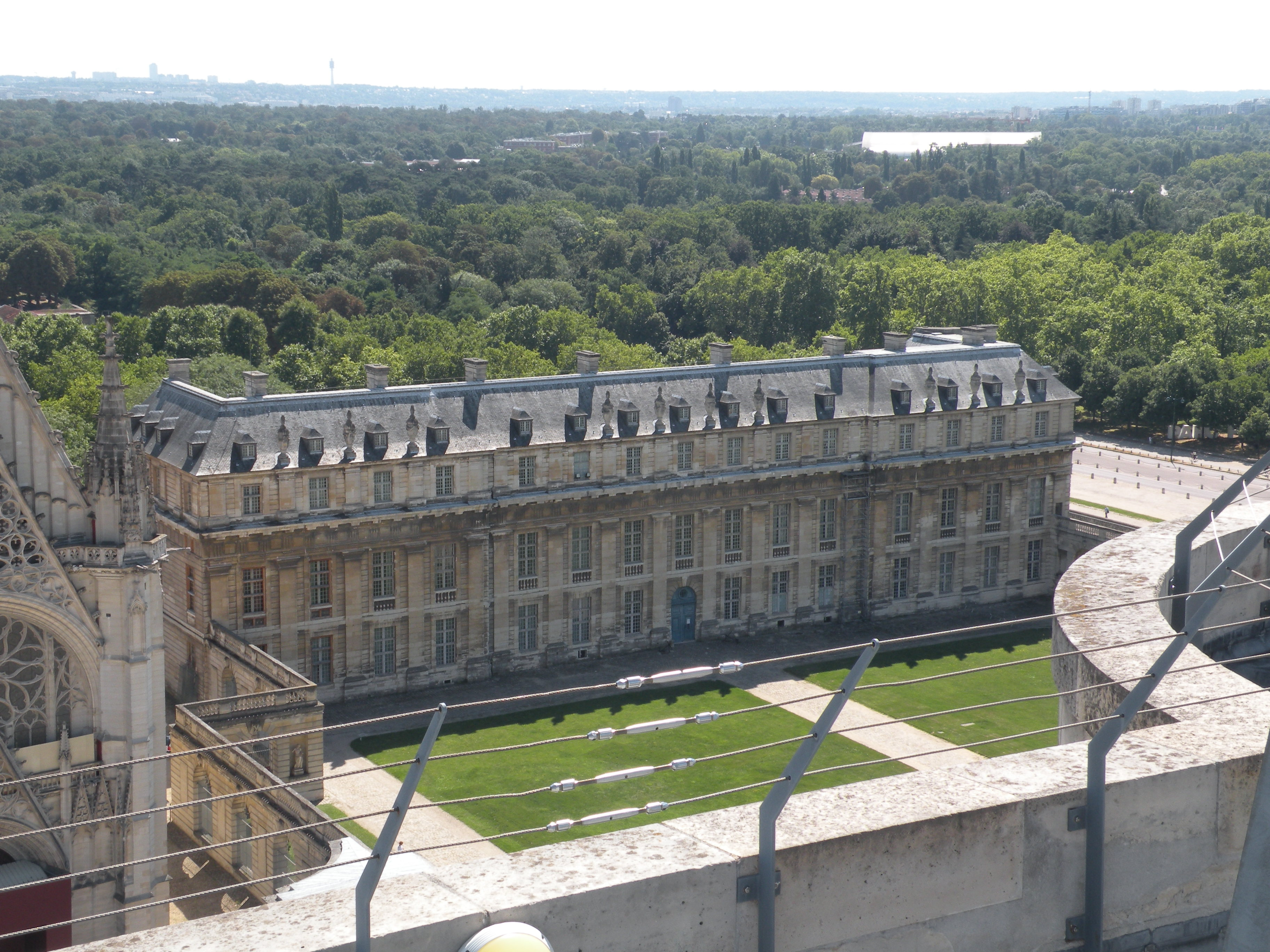
ヴァンセンヌ城から見るパヴィヨン・ドゥ・ラ・レーヌ (王妃の館) とヴァンセンヌの森 (Pavillon de la Reine et bois de Vincennes, vue du château de Vincennes)
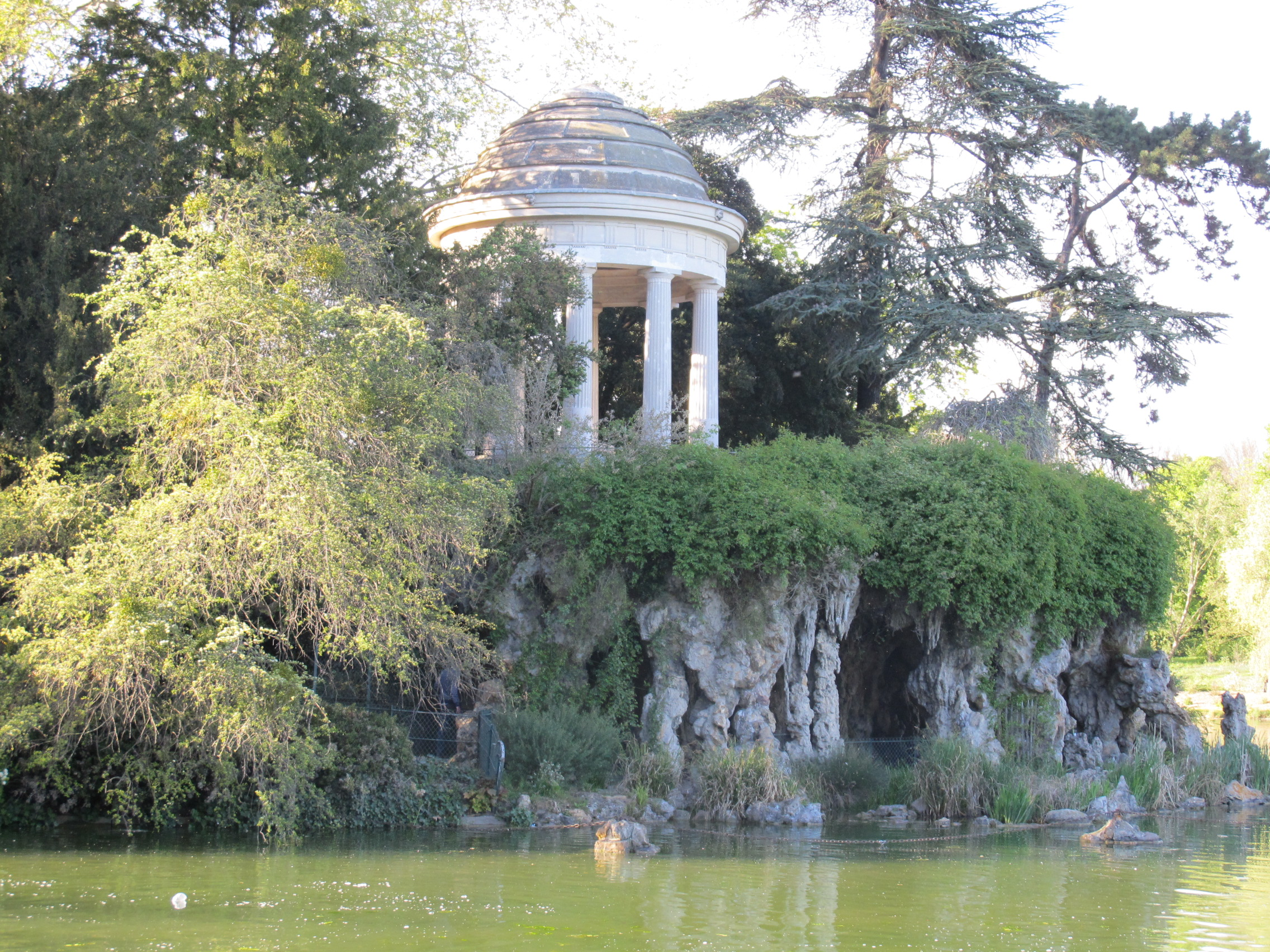
ドメニル湖から見る、ルイイ島のロマンチック(ロマン主義的な)の殿堂と洞窟の風景 (Vue sur le lac Daumesnil, le temple romantique et la grotte de l'île de Reuilly).
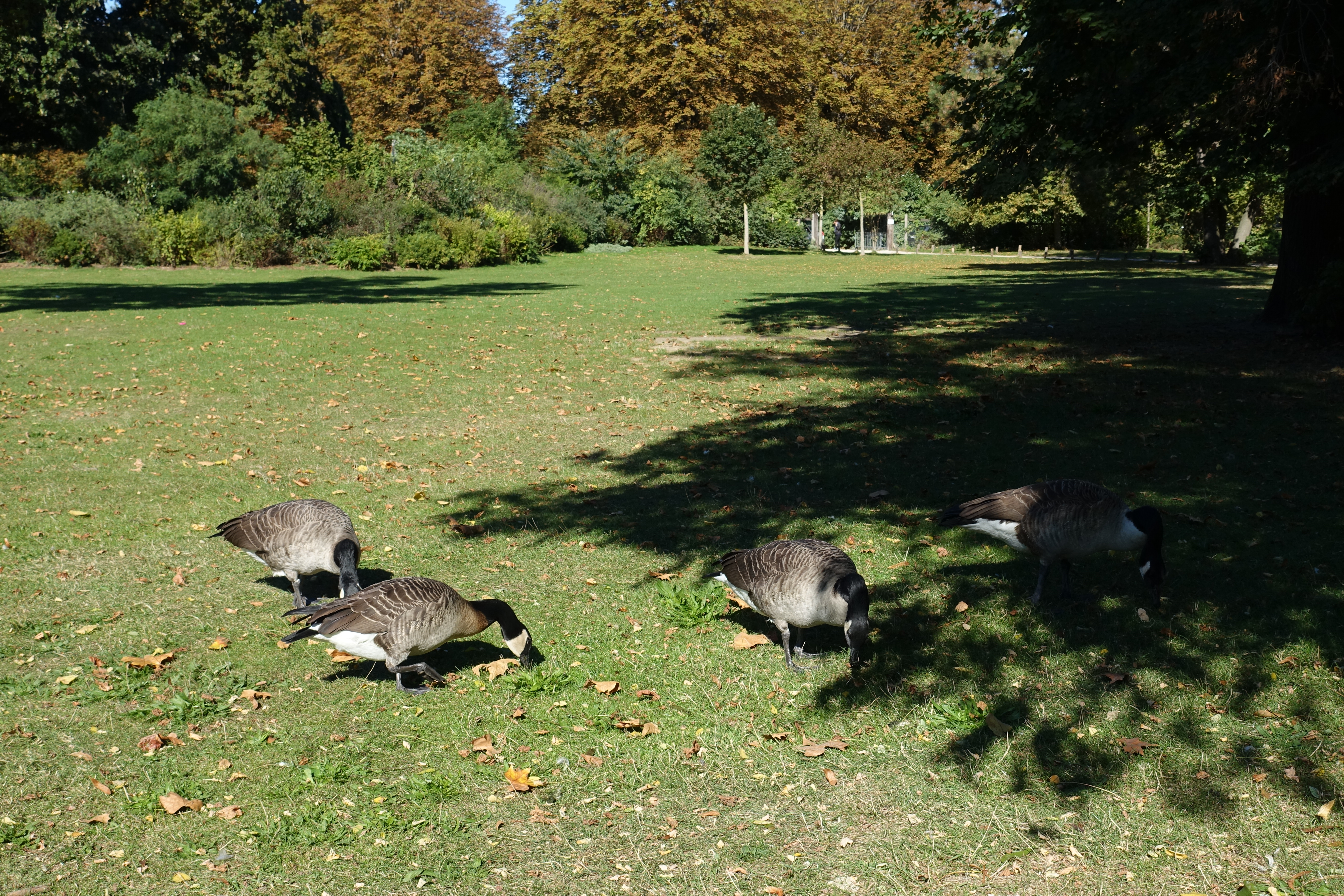
ドメニル湖ルイイ島のガチョウ
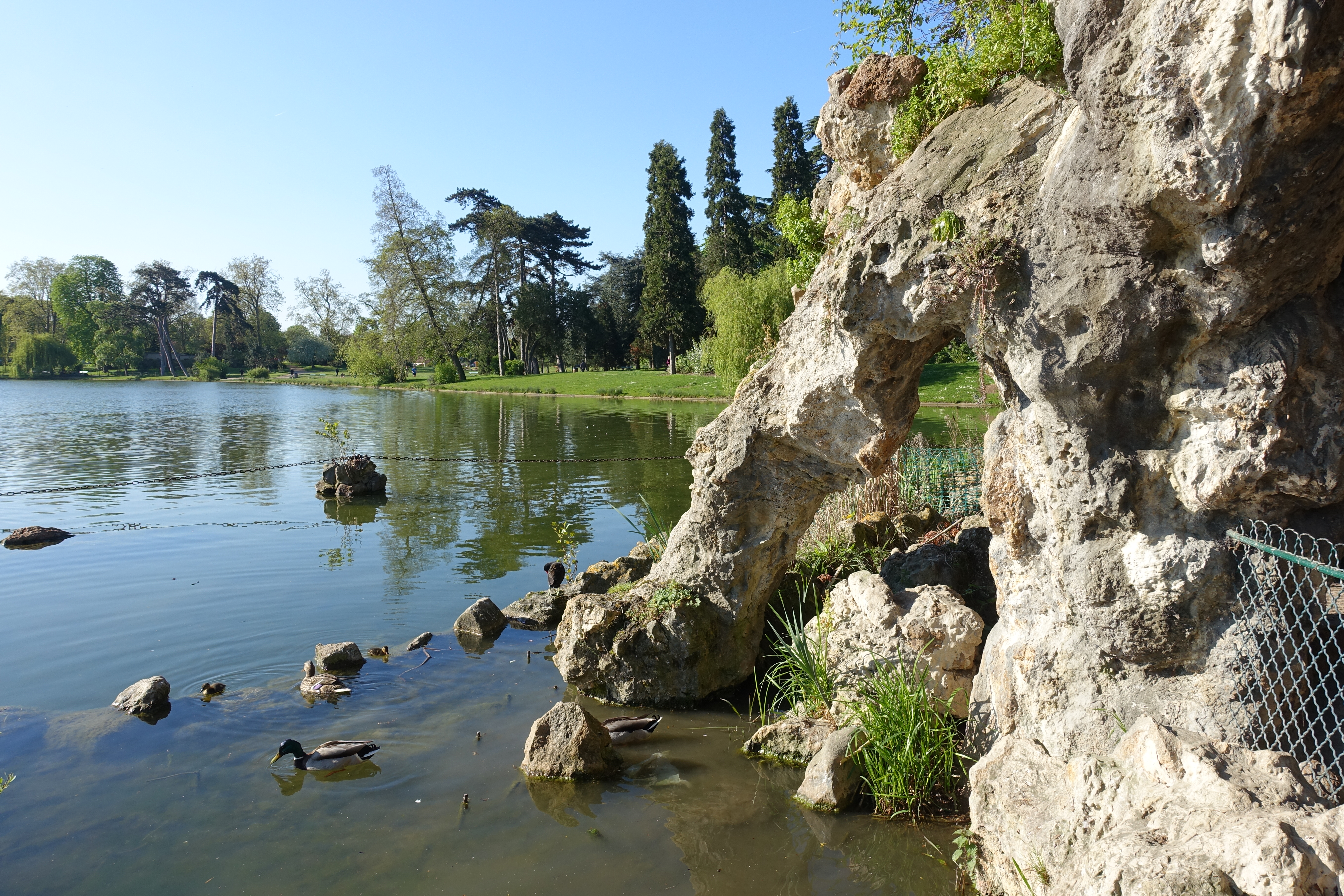
ルイイ島の洞窟
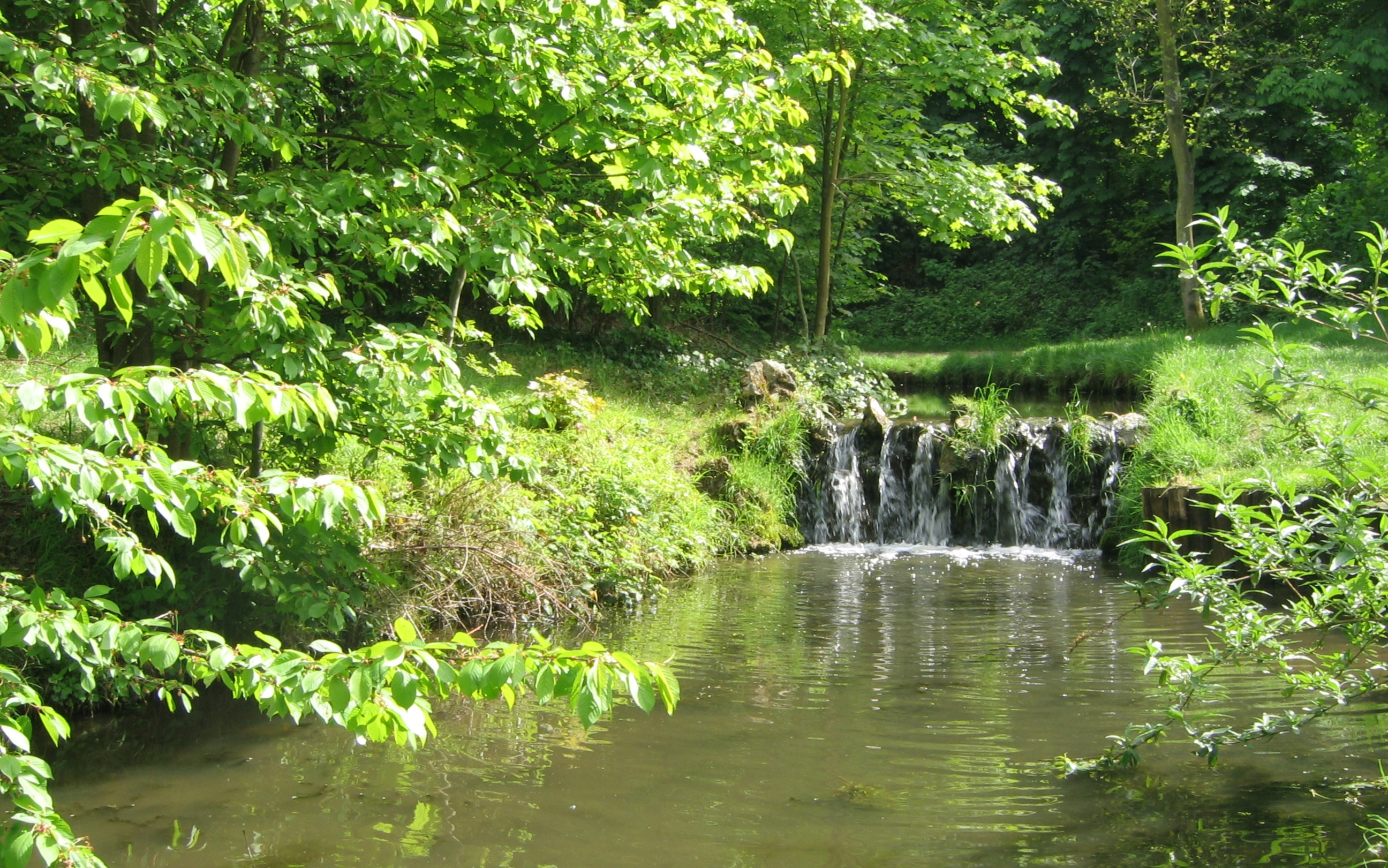
春のグラヴェル川 (Ruisseau de Gravelle)
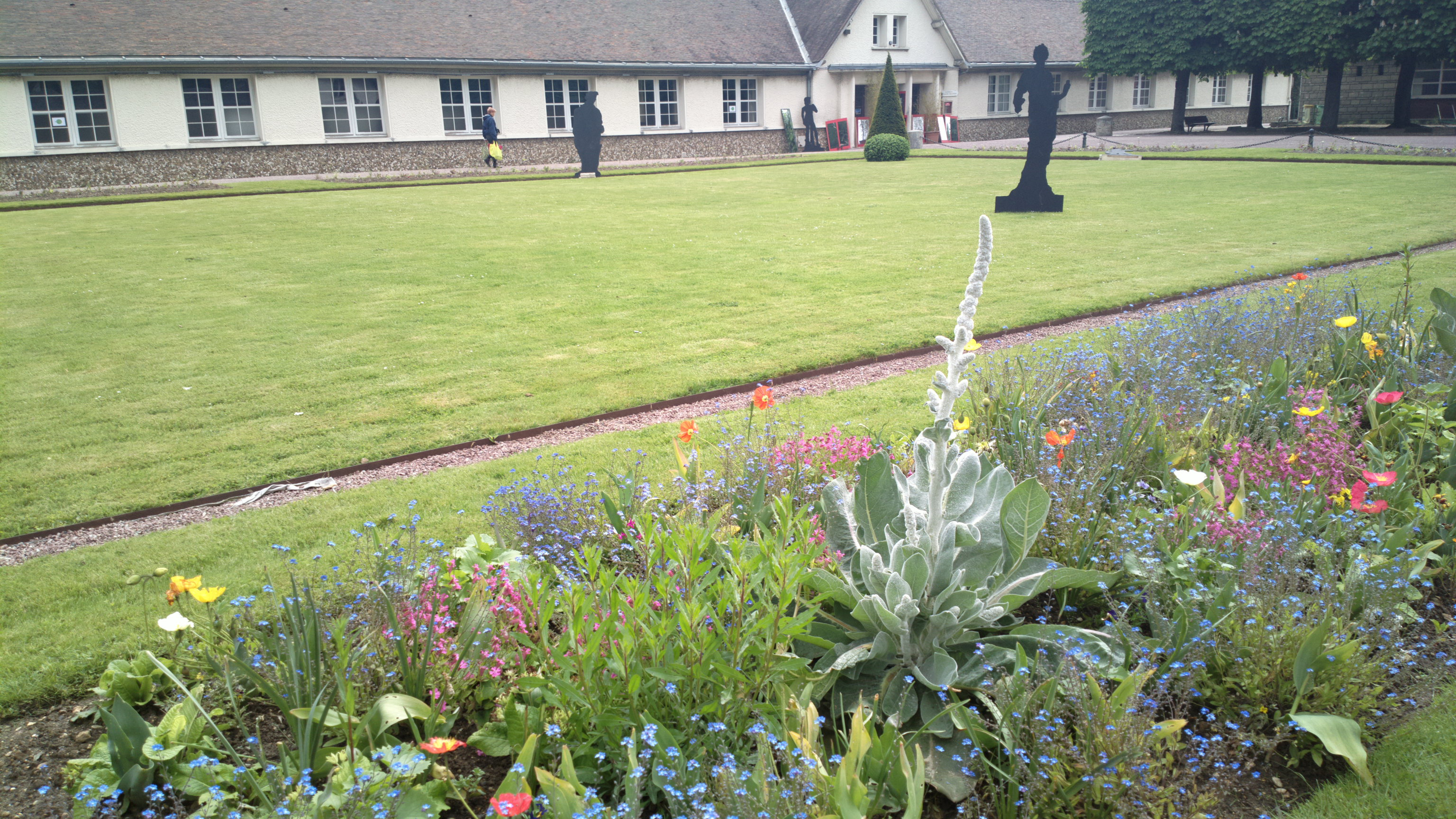
園芸学校エコール・デュ・ブルイユ
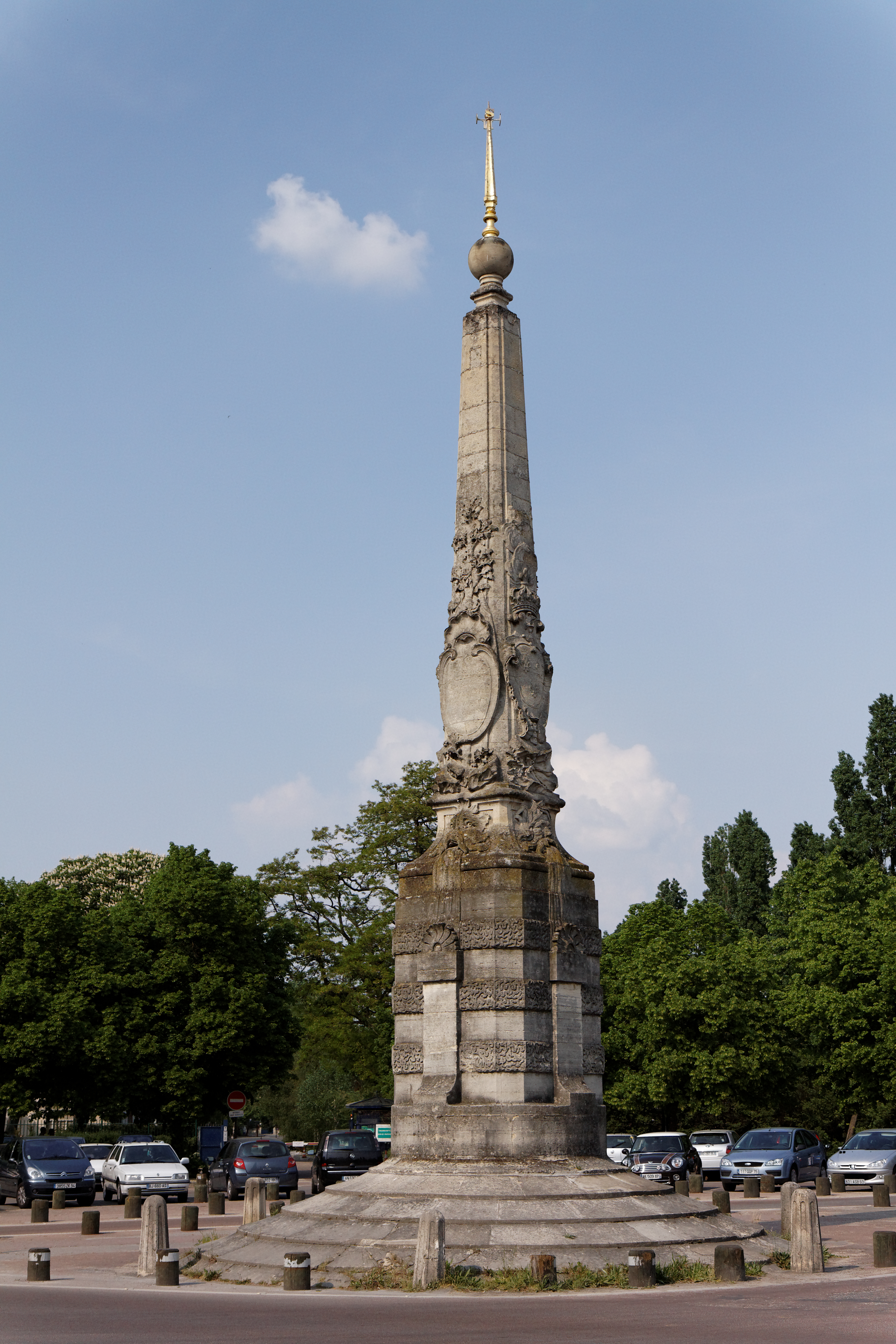
ピラミッド・ルート(道)のピラミッド (La pyramide du bois de Vincennes est érigée sur la route du même nom - route de la pyramide) .
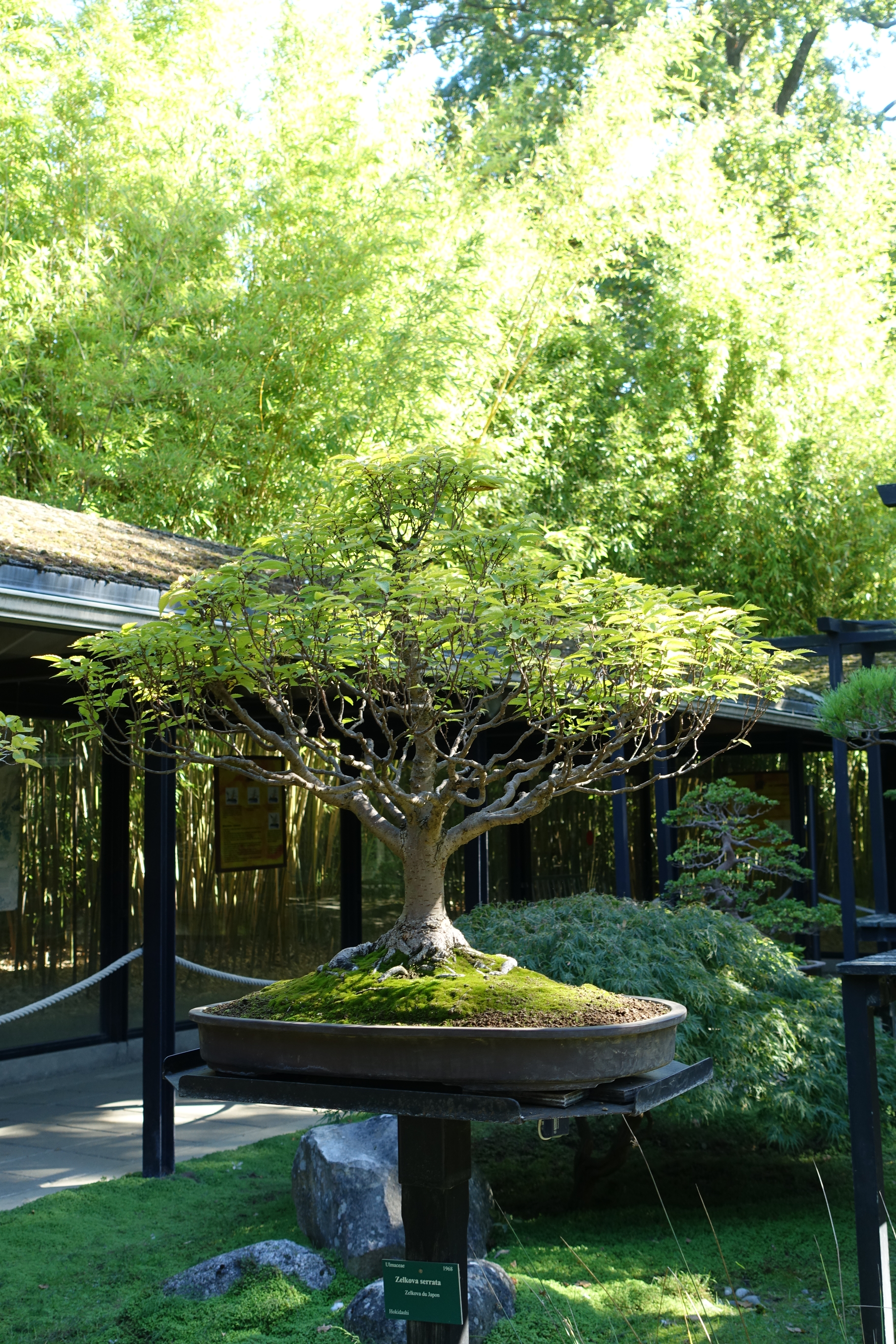
パリ花公園、盆栽温室エリア (Serre des bonsaïs du Parc floral de Paris)
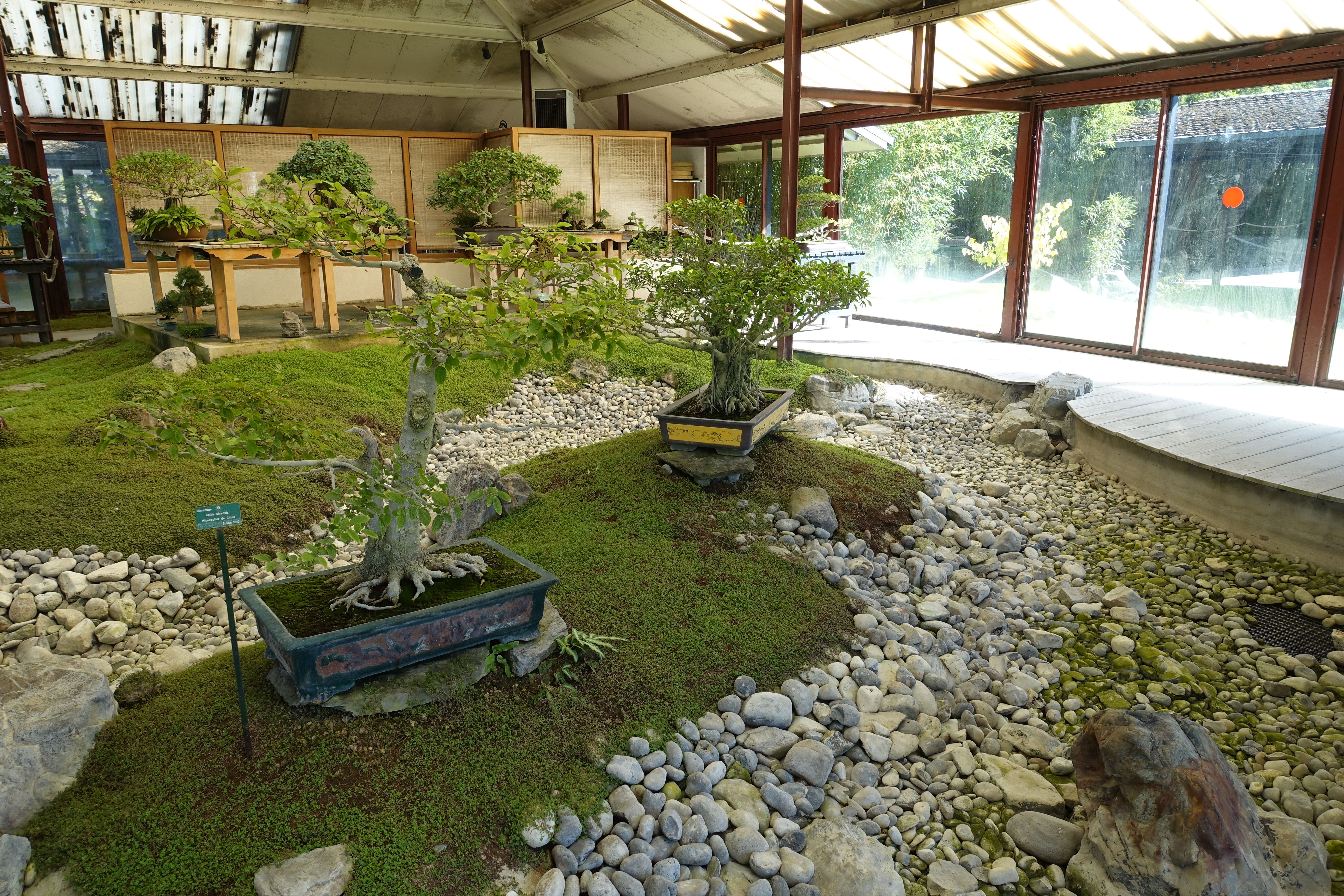
同盆栽温室エリア
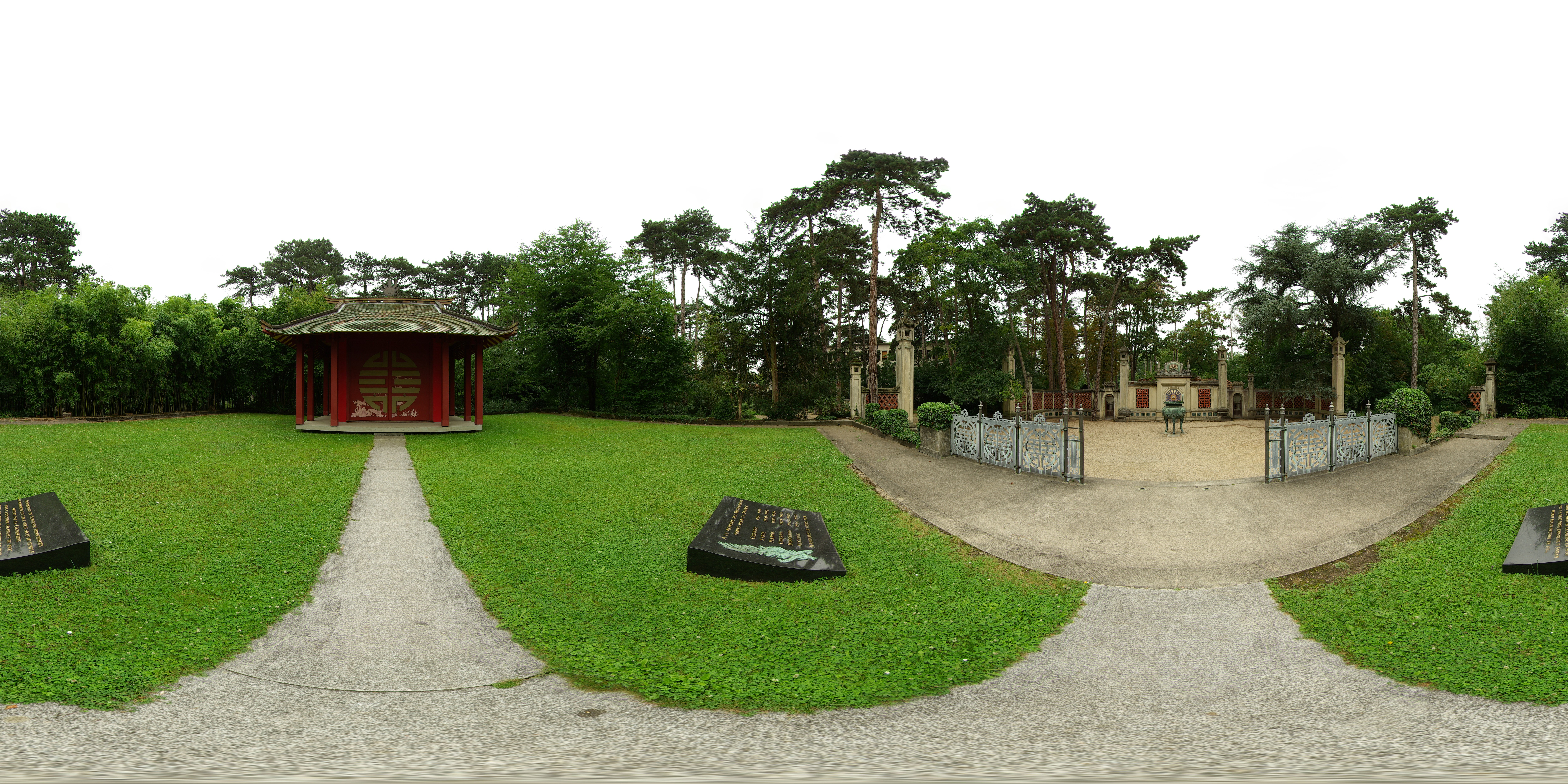
タンプル・デュ・スヴニール・アンドシノワ (インドシナの追悼の寺院) とディヌ(ベトナム語で"館"の意)の大広場ないし大通路、パリ熱帯農園 (Temple du souvenir indochinois et l'esplanade du Dinh, Jardin d'agronomie tropicale de Paris.)
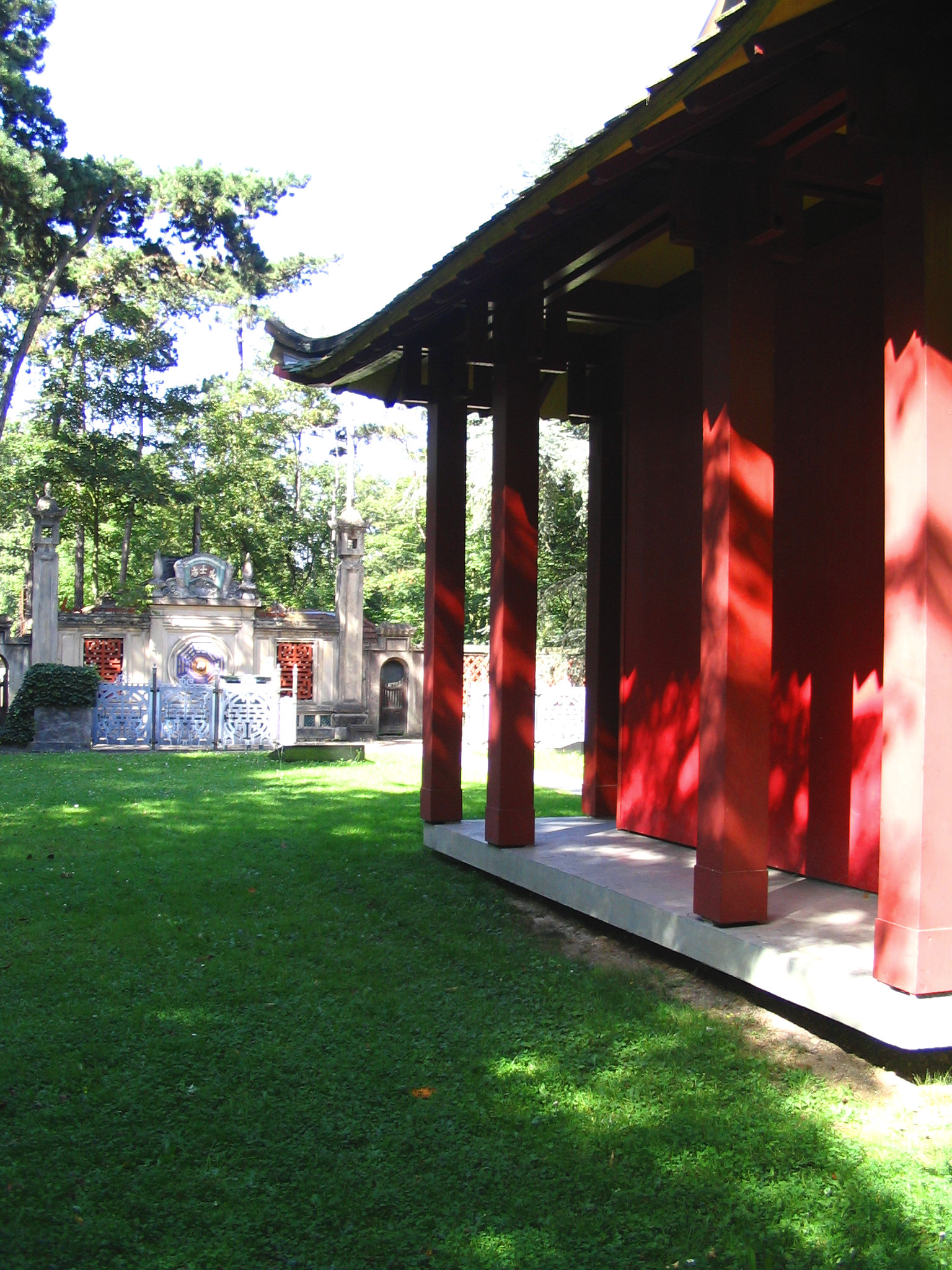
同パリ熱帯農園。1907年開催の植民地博覧会 (fr) における旧フランス植民地帝国各地の竹林から仏教寺院、キオスクまでの展示品が置かれている。